# 1972 en Saskatchewan
Chronologie de la Saskatchewan
- 1968
- 1969
- 1970
- 1971
- 1972
- 1973
- 1974
- 1975
- 1976

Cette page concerne des événements d'actualité qui se sont produits durant l'année 1972 dans la province canadienne de la Saskatchewan.

## Politique
- Premier ministre : Allan Blakeney
- Chef de l'Opposition :
- Lieutenant-gouverneur : Stephen Worobetz
- Législature :

## Naissances
- 17 octobre : Cameron Baerg (né à Saskatoon est un rameur canadien.

## Décès
- 7 avril : Woodrow Stanley Lloyd, premier ministre de la Saskatchewan.